# کتاب مقدس مشروح آکسفورد

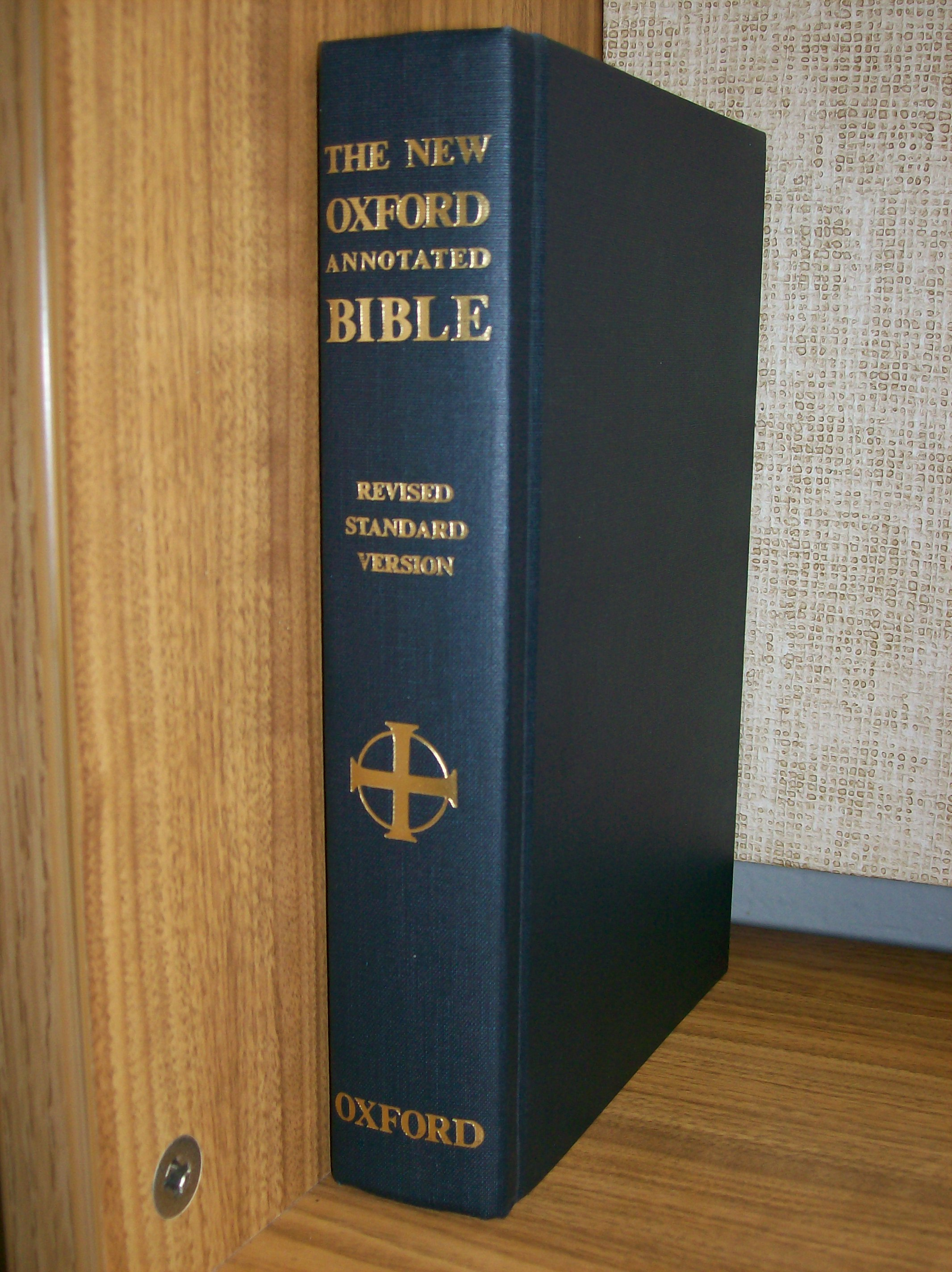
کتاب مقدس مشروح آکسفورد

کتاب مقدس مشروح آکسفورد (انگلیسی: Oxford Annotated Bible) یک کتاب مقدس است که توسط  انتشارات دانشگاه آکسفورد منتشر شده است. یادداشت ها و مطالب مطالعه شامل تحقیقات عمیق مطالعات کتاب مقدس از دیدگاه های غیر مذهبی، به ویژه دیدگاه های سکولار برای «کتاب مقدس به عنوان ادبیات» با تمرکز بر آخرین پیشرفت ها در نقد تاریخی و رشته‌های مرتبط است، با مشارکت‌کنندگانی از سنت‌های تفسیری اصلی پروتستان،  کلیسای کاتولیک، یهودی، و غیرمذهبی.